# Tamaphora domonsis
Tamaphora domonsis är en insektsart som beskrevs av Matsumura 1942. Tamaphora domonsis ingår i släktet Tamaphora och familjen spottstritar. Inga underarter finns listade i Catalogue of Life.